# آلساندرو میرسی
آلساندرو می‌رسی (ایتالیایی: Alessandro Miressi؛ زادهٔ ۲ اکتبر ۱۹۹۸) شناگر اهل ایتالیا است.
وی در مسابقات کشوری و بین‌المللی در مجموع برندهٔ ۱ مدال طلا، ۸ مدال نقره، ۷ مدال برنز شده‌است.